# Soc
Pour les articles homonymes, voir SOC.

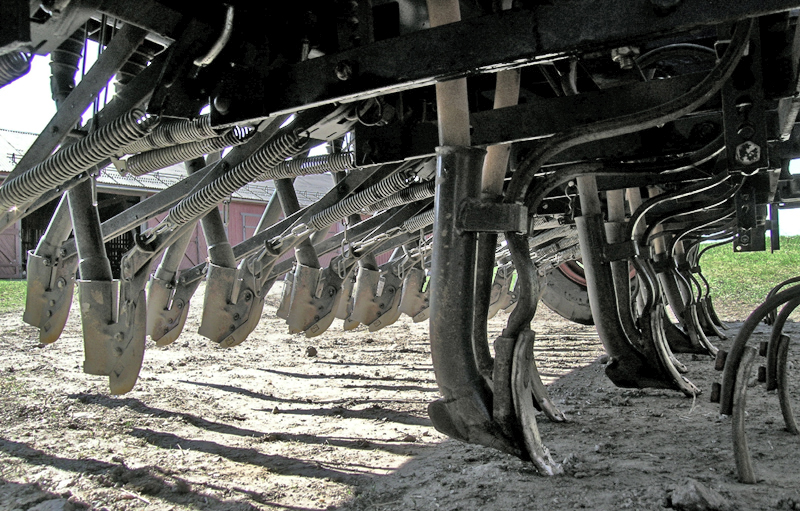
Différents socs sur un semoir combiné : de gauche à droite : socs sur éléments de semis, socs sur dents de fertilisateurs, socs sur dents de vibroculteur.

Un soc est une pièce travaillante (ou pièce d'usure), destinée à fendre le sol, d'instrument aratoire (houe, bêche, araire, charrue, cultivateur à dents, sous-soleuse ou ripper), de certains semoirs (semoir à socs, semoir à dents) et planteuses, d'enfouisseurs sur épandeur d'engrais ou de lisier et d'arracheuses de racines ou de pommes de terre. Le soc de charrue en est l'illustration la plus courante.

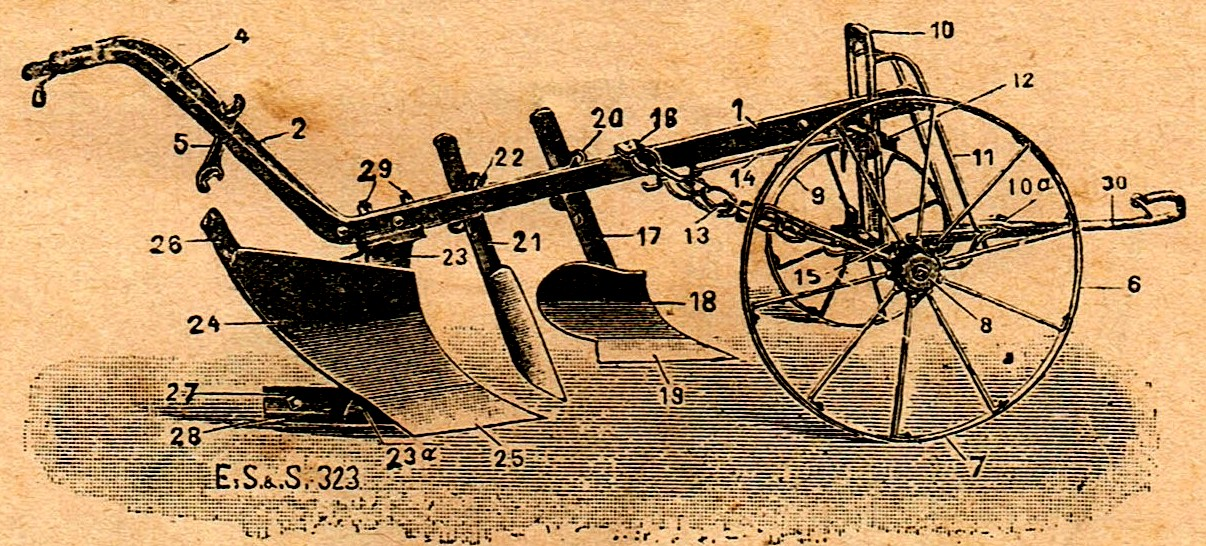
Emplacement des socs sur une charrue :
1. Age
9. Dispositif de réglage de profondeur
18. Rasette
19. Soc de rasette
23. Étançon et sep
21. Coutre (ne comporte pas de soc à la différence de la rasette)
24. Versoir
25. Soc du corps de charrue
27. Contresep
28. Talon.

## Description

### Soc de charrue

Soc de charrue moderne. Le côté en bas est biseauté et parfois renforcé au carbure de tungstène.

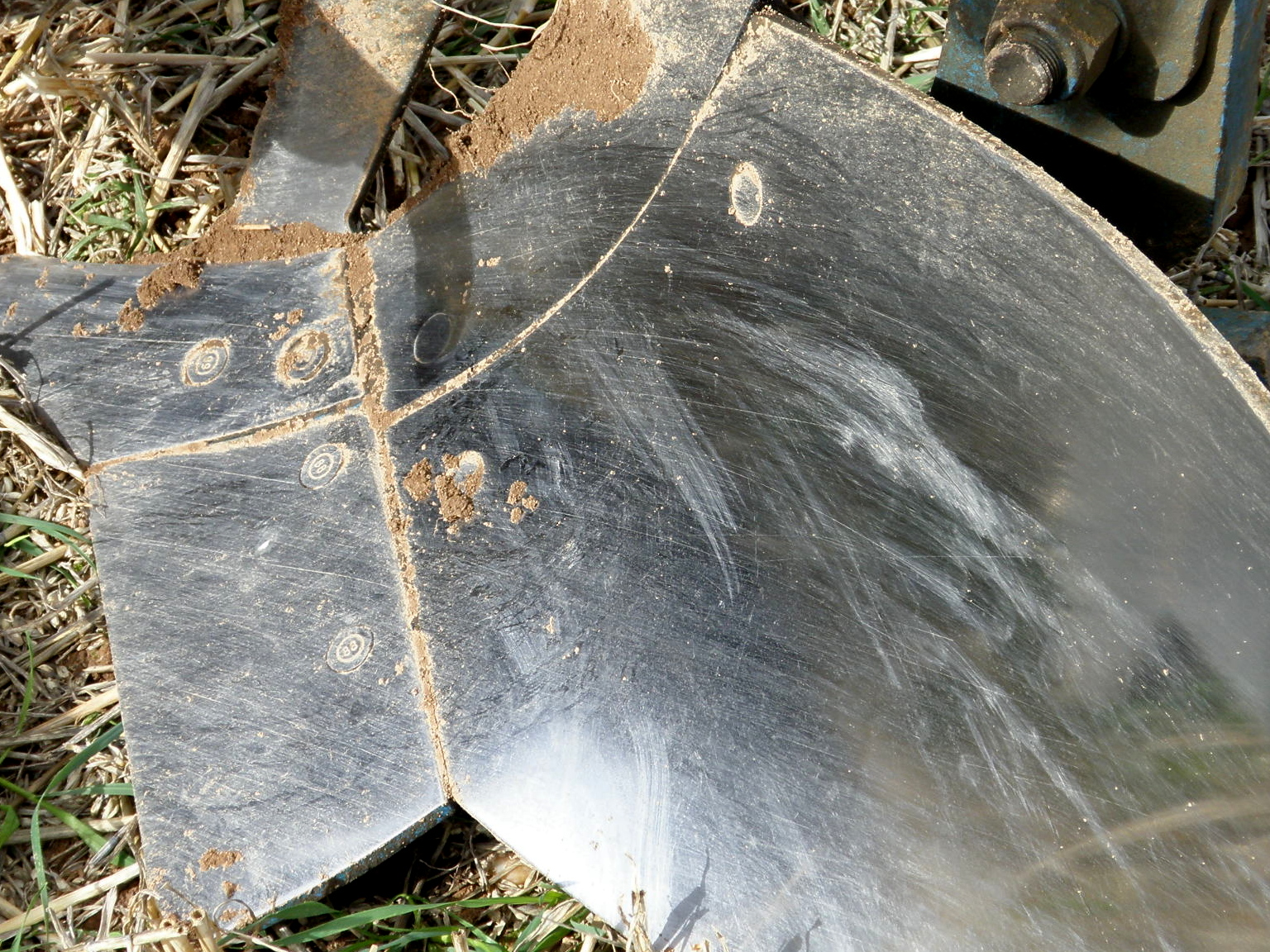
Un type de soc (à gauche) ; la partie avant (en haut), comprenant pointe et coutre, et la partie arrière sont remplaçables séparément.

Le soc est l'une des pièces principales de la charrue. Sa fonction est, grâce à l'avancement, de découper horizontalement la bande de labour à la profondeur de travail requise, avant de la soulever permettant ensuite le renversement de cette bande par le versoir.

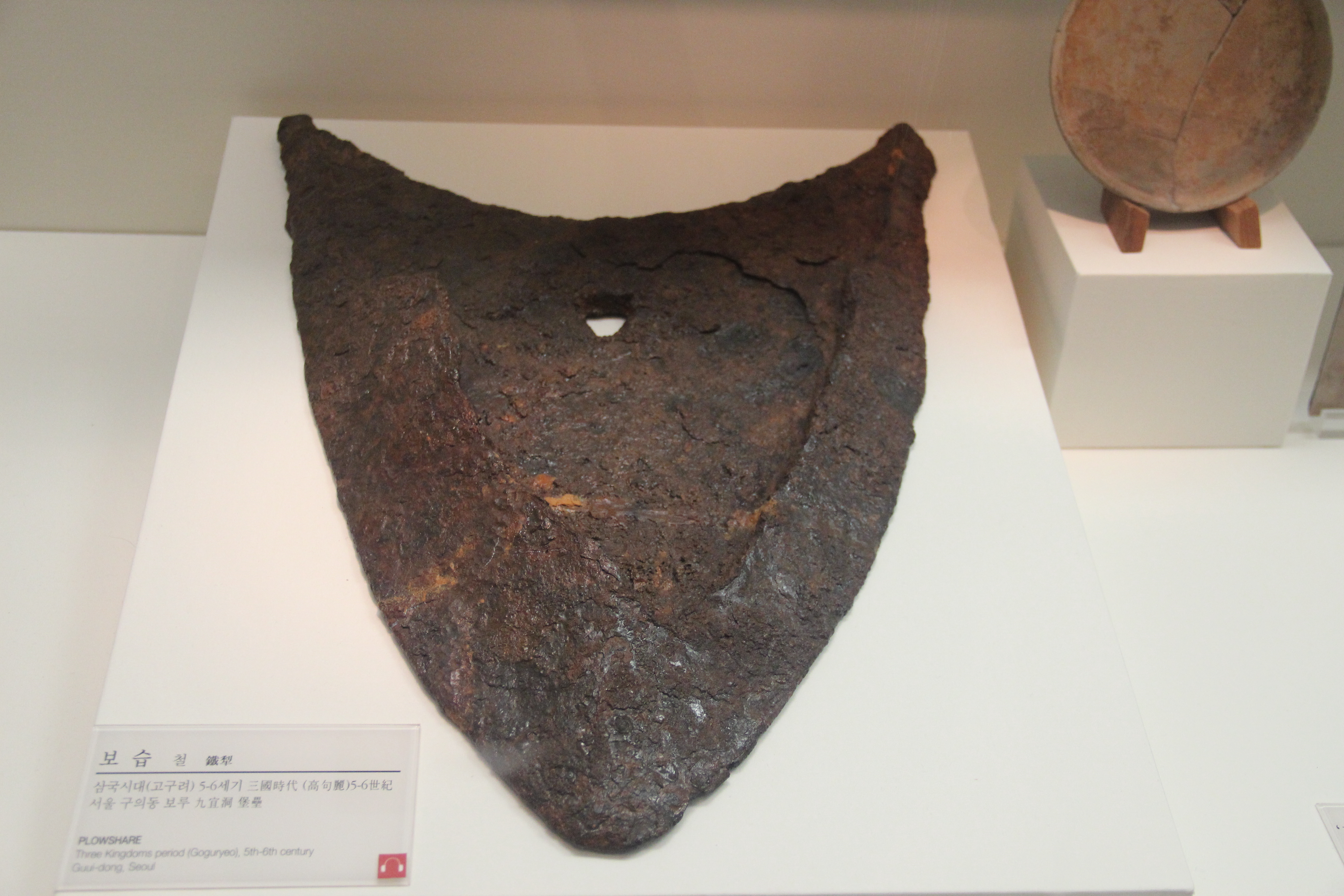
Soc d'araire ou de charrue, en fer, Royaume Koguryo (-37 à 668), Corée.

Autrefois, le soc consistait en un coin en bois et représentait l'unique organe travaillant de l'araire fonctionnant comme instrument scarificateur. Par la suite, le soc a été fabriqué en fer. Depuis la seconde moitié du XXe siècle, c'est toujours une pièce en acier résistant à l'usure. Il s'agit généralement d'acier trempé au manganèse et/ou bore, par exemple la nuance 27MnCrB5.2 (le reste étant du fer et du carbone), éventuellement renforcé au carbure de tungstène ou cémenté sur le côté travaillant ; certaines forges se sont fait une spécialité de ces pièces d'usure.
Le soc est constitué d'une plaque d'acier, en forme de lame biseautée, appliquée au moyen de boulons sur la partie antérieure des organes travaillants de la charrue, en continuité avec le versoir. Il est fixé sur le sep (lui-même continuation de l'étançon) devant le versoir dans une position oblique et transversale par rapport au sens de l'avancement. Pour faciliter la pénétration et l'enfoncement dans le sol, le soc est flanqué, du côté de la muraille à l'avant, d'une pointe plate généralement retournable en acier ou d'une barre pointue, le carrelet. Il comporte parfois un petit coutre vertical.
La tête conique des boulons de fixation est enchâssée dans l'épaisseur du soc, ce qui permet leur usure simultanée tout en conservant le maintien du soc.
L'orientation du soc influe sur la largeur de travail. Il est en général positionné selon un angle de 35° à 50° par rapport au sens de l'avancement et d'environ 20° par rapport à l'horizontale, formant un plan incliné qui se raccorde sans rupture avec la surface incurvée du versoir.
C'est l'organe de la charrue le plus sujet à l'usure, et il doit donc être remplacé périodiquement avec ses boulons ; les carrelets très longs peuvent ne nécessiter qu'un réglage et les pointes plates un retournement. La fréquence de remplacement du soc dépend essentiellement de la nature du  terrain. Elle est plus élevée dans les terrains caillouteux : la résistance des pierres entraîne un émoussement de l'arête coupante rendant moins efficace le travail de labour.
Les rasettes de charrue sont équipées de socs miniature.

### Autres socs

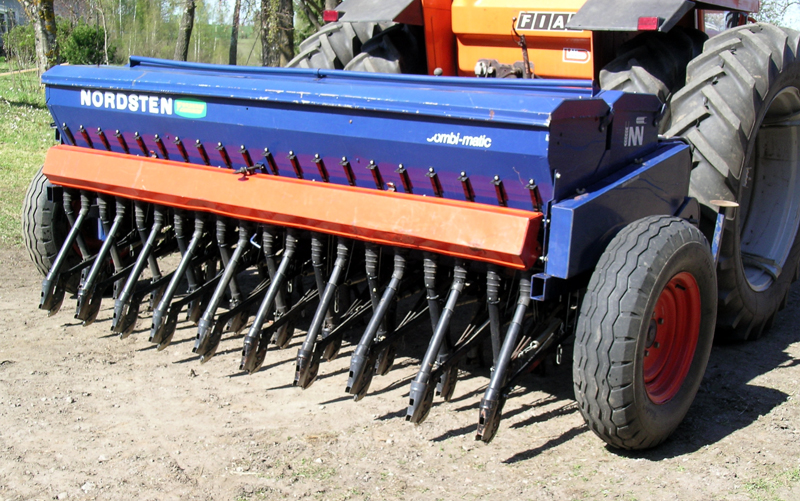
Semoir à socs répartis sur deux lignes.

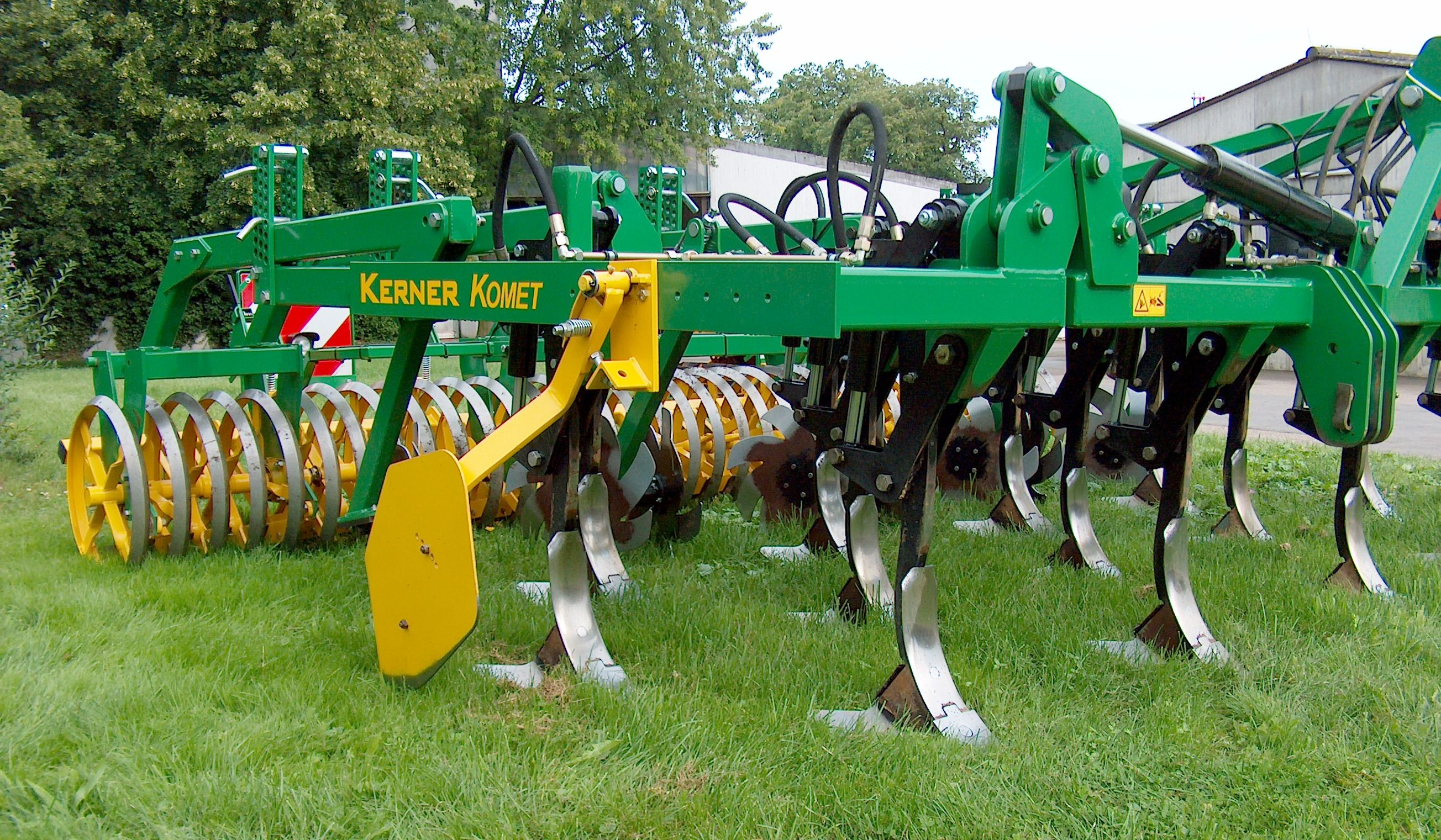
Socs à patte d'oie sur un cultivateur lourd.

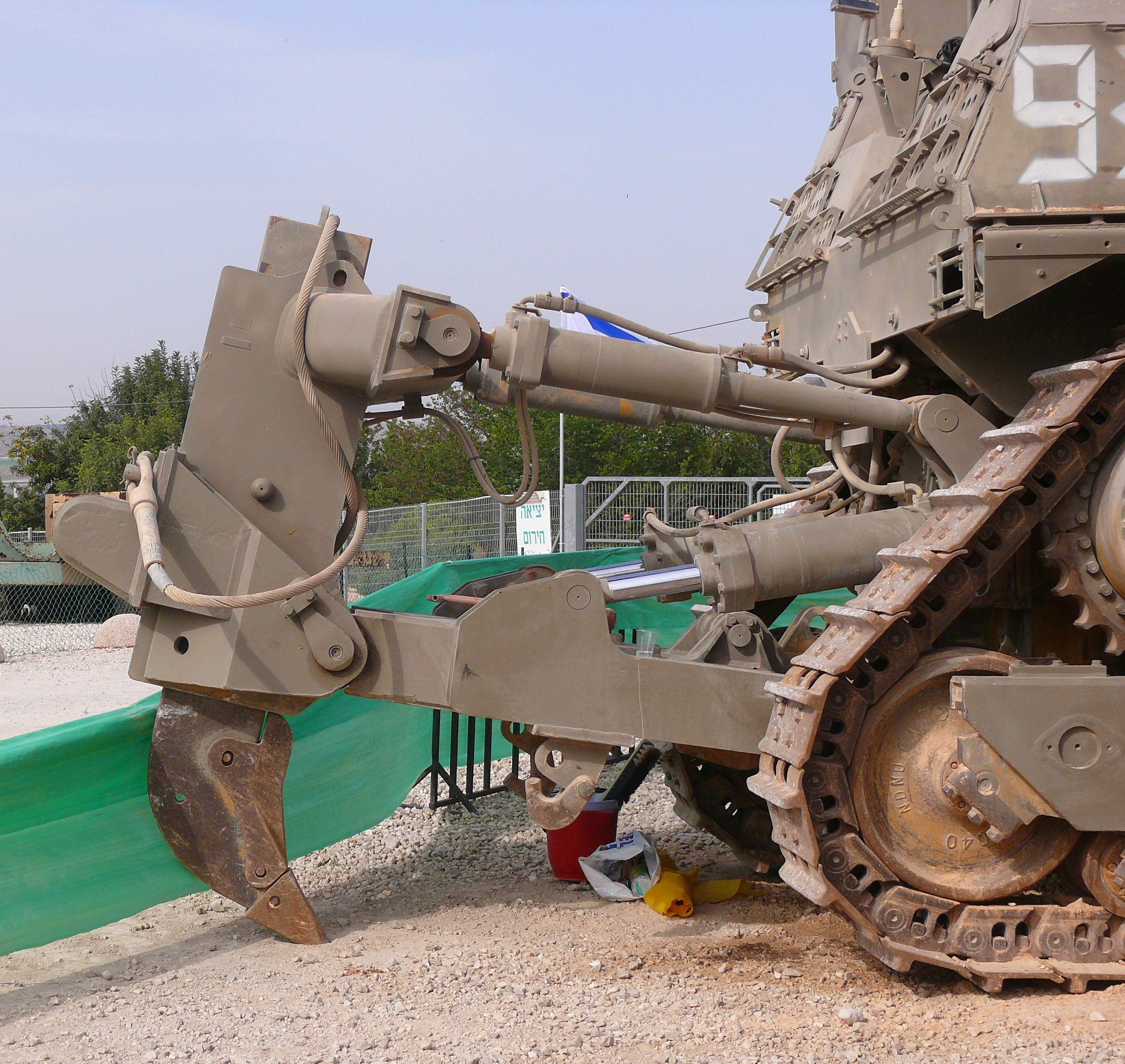
Dent de ripper avec soc sur un bulldozer Caterpillar D9R blindé.

Les cultivateurs et sous-soleuses utilisent systématiquement (ce n'est en principe ni le cas des dents de herses ni celui des coutres forgés d'une seule pièce) des socs boulonnés sur les dents, ce qui prévient leur usure.

## Étymologie
Le mot est attesté pour la première fois chez Wace dans le Roman de Rou.
Le terme est issu du gaulois *succo, porc, groin de porc. Cela désigne donc métaphoriquement « l'instrument qui fouille la terre comme le groin d'un cochon ».

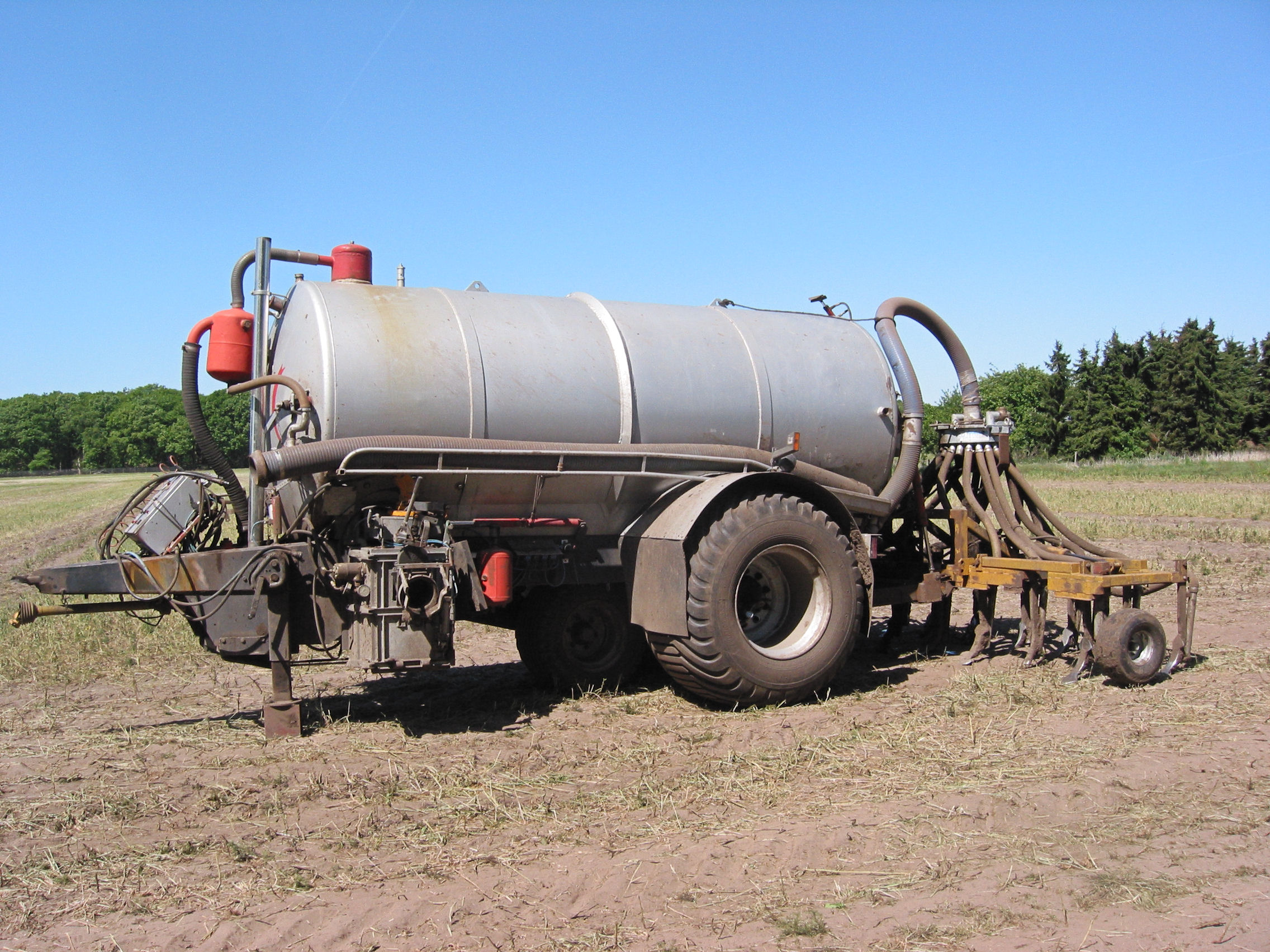
Tonne à lisier avec injecteurs placés derrière des dents à socs.

On retrouve la même chose en vieil irlandais où socc signifie « groin » et « soc de charrue », alors que le brittonique *succo-, identique au gaulois, a donné le gallois hwch, le cornique hoch et le breton hoc'h (le h initial s'expliquant par le passage de [s] à [h] en brittonique).
À noter que le français est la seule langue romane qui possède ce terme d'origine celtique, qui est un indice supplémentaire (avec les nombreuses découvertes archéologiques) sur le caractère indigène d'une agriculture gauloise performante.